# باول ويست (شاعر)
باول ويست (بالإنجليزية: Paul West)‏ هو كاتب وشاعر بريطاني، ولد في 23 فبراير 1930 في Eckington, Derbyshire ‏ في المملكة المتحدة، وتوفي في 18 أكتوبر 2015 في إثاكا في الولايات المتحدة.